# Juan Ruiz de la Parra
Juan Ruiz de la Parra (La Parra, España, 26 de abril de 1548-c.1633) fue un conquistador español.

## Biografía
Natural de La Parra (Badajoz), hijo de Jerónimo de la Parra y de Ana Ruiz. Antes de salir de España había servido a la Corona en diferentes misiones y servicios, puesto que ostentaba el grado de capitán. En 1555 llegaba con su numerosa familia (compuesta por sus padres, su mujer Elvira de Cárdenas y un hijo de corta edad de nombre Gaspar, un tío llamado Juan, y primos) al Nuevo Reino de Granada y posteriormente se trasladaban a Venezuela. 
Mientras su padre y su tío Juan de la Parra, en 1557 se incorporaban al repoblamiento de la nueva ciudad de Trujillo, Juan Ruiz de la Parra se integraba en la ciudad de Barquisimeto como capitán poblador, puesto que esta ciudad había sido fundada en 1552, pero posteriormente sufrió dos traslado hasta conseguir el sitio ideal de asiento. Además de ejercer de capitán poblador, Juan Ruiz también ejerció como alcalde ordinario de Barquisimeto en repetidas ocasiones.
Como ya se comenta en el artículo referente a su padre Jerónimo de la Parra, posiblemente esta familia debería pertenecer al grupo de conversos y tener problemas religiosos con el Tribunal del Santo Oficio, puesto que todos los miembros de la misma abandonaron subrepticiamente España sin dejar rastro de su huida, sin la licencia oportuna ni registrarse oficialmente en ninguna institución, puesto que se da el caso (como en otros españoles que confrontaban parecidos problemas) que sus nombres no aparecen registrados ni en las listas de la Casa de Contratación de Sevilla, ni en otros documentos de la época.

## Altas metas
El gobernador Juan de Pimentel, durante el año de 1579, le encargó la redacción de la “Relación geográfica de Nueva Segovia" (el nombre primitivo de la ciudad de Barquisimeto). Esta relación era un documento detallado a manera de inventario donde se reflejaban todas las incidencias geográficas y físicas de las regiones de Venezuela, además de incluir los recursos naturales y la población, con la descripción de las diferentes razas que contaba cada ciudad o pueblos de las diversas demarcaciones. 
Por su alta preparación y buen tino, el gobernador Diego Osorio y Villegas lo nombró teniente de gobernador y capitán general en las ciudades de Carora, El Tocuyo y Trujillo. En Carora, donde residió por algún tiempo, además de su cargo militar, ejerció de escribano en 1589 y de teniente de gobernador en la ciudad de Maracaibo por algún período. En el Archivo General de la Nación de Caracas, pueden verse algunas actas suscritas por Juan Ruiz de la Parra.